# 青蛙捆绑
青蛙捆绑，是将脚踝和大腿捆绑到一起，使人像青蛙的模样。手腕通常会捆住脚踝或大腿处。

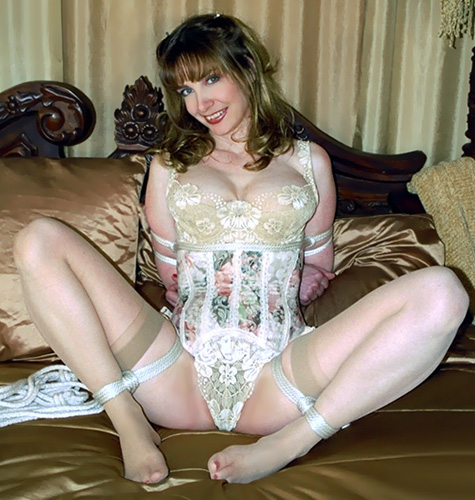
被青蛙捆綁的女人，時間過長的捆綁令肌肉乳酸積聚，導致醫療問題，例如麻痺、疼痛不適和血凝塊。

虽然被捆绑者处于弱势，但该捆绑姿势不是完全固定，被捆绑者仍然可以走动，但只能夠做出尴尬的爬行动作，沒有逃跑的可能；另外又为了防止逃跑，可以使用绳索将被捆绑者拴在某个地方。
時間過長的腿部捆綁，會令肌肉乳酸積聚，導致麻痺和疼痛不適。
将某人的手腕和脚踝捆绑在一起不算青蛙捆绑，因为脚踝和大腿没有捆绑在一起。